# Potentilla mollissima
Potentilla mollissima là loài thực vật có hoa trong họ Hoa hồng. Loài này được Lehm. miêu tả khoa học đầu tiên.